# Nikorowicz (herb szlachecki)

Nikorowicz I (Ritter) w opracowaniu graficznym Tadeusza Gajla

Nikorowicz II (Edler)

Nikorowicz III (wariant poprzedniego)

Nikorowicz (Kotwica) – dwa herby szlacheckie nadane w Galicji.

## Opis herbu
Juliusz Karol Ostrowski wymienia następujące wersje tego herbu:
Nikorowicz I (Ritter von): Na tarczy dwudzielnej w skos błękitno-srebrnej kotwica w skos srebrno-błękitna. Dwa hełmy z klejnotami w koronie: I kotwica jak wyżej w słup, II ramię zbrojne srebrne z mieczem.
Nikorowicz II (Edler von): Jak powyższy, ale tylko z jednym hełmem i klejnotem w postaci ramienia zbrojnego z mieczem.
Nikorowicz III: Wariant poprzedniego, gdzie kotwica położona w skos lewy.

## Najwcześniejsze wzmianki
Herby Nikorowicz I i II nadane zostały w czterech dyplomach nobilitacyjnych dla trzech braci Nikorowiczów, wywodzących się z kupieckiej rodziny lwowskiej ormiańskiego pochodzenia. Dwa dyplomy nobilitacyjne z tytułem Ritter i szlachectwem galicyjskim i Rzeszy otrzymał 11 sierpnia 1781 roku Grzegorz Nikorowicz, prezydent galicyjskiego Sądu Wekslowego. W swoich staraniach wskazywał on na przywilej Augusta III, wyjmujący go spod jurysdykcji sądów miejskich. Jego brat Dominik Nikorowicz, asesor tegoż sądu, otrzymał galicyjski tytuł Ritter dyplomem z 16 września 1782 roku. Trzeci brat, Józef, radca miejski i kupiec, powołując się na nobilitację Grzegorza i Dominika, otrzymał pierwszy stopień szlachectwa z tytułem Edler 3 kwietnia 1788 roku. Motyw kotwicy zaczerpnięty został ze znaku pieczętnego Nikorowiczów, używanego przez nich we Lwowie już przed nobilitacją.
Wersja I i III wymienione zostały w herbarzu szlachty galicyjskiej Hefnera z 1863 roku. Informacja biograficzna dotycząca nadań konkretnych herbów wskazuje, że wariant III jest tożsamy z II, jedynie odwrócono skos kotwicy.
Wersje I i III herbu znalazły się także w herbarzu Armorial general Rietstapa z lat 1884-87.
Wersje I i II herbu przytoczono w herbarzu Siebmachera z 1905 roku. Tę drugą określono jako Kotwica 3.
Zarówno wersje I i II jak też wariant III opublikował Juliusz Karol Ostrowski.

## Herbowni
Jedna rodzina herbownych (herb własny):
Nikorowicz.